# O Um Anel - Aventuras além do Limiar do Ermo
O Um Anel - Aventuras além do Limiar do Ermo (The One Ring: Adventures over the Edge of the Wild no original) jogo de RPG publicado em 2011 pela Cubicle 7. O jogo é baseado na Terra-média de J.R.R. Tolkien, no período entre O Hobbit e O Senhor dos Anéis. No Brasil foi publicado em 2012 pela Devir Livraria.